# 沙馬犀鳥
，是犀鳥目犀鳥科斑嘴犀鳥屬下的一種鳥類。該物種僅分佈於菲律賓的东米沙鄢（包含薩馬島、莱特岛、卡利科安島及保和島）的低地和丘陵森林內，是一種小型犀鳥。目前其物種狀態有所爭議。
本物種是由美國鳥類學家史蒂瑞於1890年發表，並命名為。班嘴犀鳥有著較為複雜的分類關係，在過去沙馬犀鳥曾被歸類為棕尾斑嘴犀鳥跟棉岛犀鸟的一個亞種過。但現在世界鳥類學家聯合會將這個物種自棉岛犀鸟獨立，但國際鳥盟仍認為該物種為一個亞種，故未有調查其保護狀態。
其屬名的建立者路德維希·賴興巴赫並未有交代其命名意義，但因他好命名時引經據典，因此被認為該詞若不是拼寫錯誤，就是以拉丁語中的（意為「幾乎、接近」）和希臘語的（意為「有冠的」）及（意為「類似的」）所組合而成的詞。:296種小名則指的是其發現地之一的薩馬島（另一發現地是莱特岛）。:346
沙馬犀鳥有黑色條紋的鳥喙相當短，眼睛和下巴周圍有裸露的淺藍色皮膚。雄性具有淺色的下部和頭部，黑色的臉頰，淺色的褐色尾巴尖端。雌性全身為黑色，尾巴中央有淺褐色的條紋，臉部皮膚是深藍色。這個物種大致上相當類似於棉岛犀鸟，僅體型稍大，雄鳥的尾上覆羽呈淺棕紅色，而兩性尾巴上的黑色較少。
這種鳥類主要為雜食性。其他資訊由於近期才分拆的緣故較少，但被認為與棉岛犀鸟相近。其體重平均約510.0公克，鳥喙寬平均約25.8公釐、深平均約36.0公釐、嘴峰長平均約92.2公釐；翼長平均約229.8公釐；跗蹠約41.5公釐；尾長約208.5公釐。
據信這個物種數量超過一萬隻，但數量正在下降，是《瀕危野生動植物種國際貿易公約》附錄二的保護物種之一。

## 外部連結
- 維基物種上的相關：沙馬犀鳥
- Xeno-canto上沙馬犀鳥的叫聲 （页面存档备份，存于）